# Rudolf Dittrich
Rudolf Dittrich (ur. 25 kwietnia 1861 w Białej, zm. 16 lutego 1919 w Wiedniu) – austriacki pianista, skrzypek, organista i kompozytor, znany głównie ze swojej działalności w Japonii.

## Życiorys
Pochodził z Białej (dziś Bielsko-Biała) na pograniczu Galicji i Śląska Austriackiego. Kształcił się w Konserwatorium Wiedeńskim w zakresie fortepianu, skrzypiec, organów i kompozycji muzycznych. Wśród nauczycieli Dittricha był Anton Bruckner, który później stał się jego sponsorem. W listopadzie 1886 poślubił Petronellę Lammer (1860–1891).
W 1888 został zatrudniony przez rząd Japonii, gdzie trwała restauracja Meiji, na trzyletni kontrakt jako doradca zagraniczny. Mianowano go dyrektorem artystycznym Tokijskiej Szkoły Muzycznej (obecnie Narodowa Akademia Sztuk Pięknych i Muzyki), ponadto występował w teatrze Rokumeikan. Poza ojczystym niemieckim władał biegle językiem angielskim, którego nauczał przy okazji lekcji muzyki. Dał się poznać jako surowy nauczyciel, raz doszło wręcz do uczniowskich protestów przeciwko jego metodom. Zarazem wielu z jego uczniów zrobiło pomyślną karierę.
W 1891 żona Dittricha zmarła z powodu zatorowości płucnej, a rząd ze względu na przygotowania do wojny chińsko-japońskiej wycofał się z dofinansowywania Tokijskiej Szkoły Muzycznej. Mimo trudności uczelni przedłużono Dittrichowi kontrakt na kolejne trzy lata.
Około 1892 związał się z wykonawczynią muzyki na shamisenie, Mori Kiku, z którą miał nieślubnego syna Otto Moriego. Mori pomagała mu w transpozycji i tłumaczeniu japońskich pieśni, których zbiory ukazały się w 1894 i 1895. Opuścił Japonię w sierpniu 1894 na miesiąc przed wygaśnięciem kontraktu, pozostawiając zapisy zapewniające wsparcie finansowe dla syna, który później został zawodowym skrzypkiem. Wnuk Dittricha, Jun Negami, był aktorem i zmarł w 2005.
Po powrocie do Wiednia występował jako skrzypek. W 1901 mianowano go jednym z trzech organistów dworskich Habsburgów, w której to funkcji zastąpił Antona Brucknera. W 1906 został profesorem Konserwatorium. Przygotował gmach Towarzystwa Muzycznego, gdzie grają Filharmonicy Wiedeńscy, pod koncerty organowe.
10 lipca 1900 poślubił Katharinę Kriegle, z którą miał dwóch synów. W październiku 1916 podczas próby koncertu upadł i od tego czasu nigdy już nie odzyskał pełnej sprawności. Zmarł trzy lata później w Wiedniu.

## Publikacje
Rudolf Dittrich po powrocie do Europy opublikował dwa zbiory fortepianowych aranżacji tradycyjnych pieśni japońskich:
- Nippon Gakufu. Sześć japońskich pieśni ludowych zebranych i zaaranżowanych na fortepian. Wyd. Breitkopf and Härtel, Lipsk 1894.
- Nippon Gakufu. Wydanie drugie. Dziesięć pieśni japońskich zebranych i zaaranżowanych na fortepian. Wyd. Breitkopf and Härtel, Lipsk 1895.